# Xadani (Guevea)
Xadani o Xadani Guevea es una comunidad con categoría de agencia municipal perteneciente al Municipio de Guevea de Humboldt y al Distrito de Tehuantepec, en el Estado de Oaxaca. Siendo la tercera localidad más poblada del municipio, solo por detrás de la cabecera municipal y Guadalupe Guevea.

## Ubicación
La localidad se ubica en la parte norte del municipio a 20 km al noreste de la cabecera municipal sobre una brecha de terracería. Se ubican en las coordenadas geográficas: 16°50′16″N 95°24′44″O / 16.83778, -95.41222.